# Мелюковка
Мелюко́вка (рос. Мелюковка) — село складі Наровчатського району Пензенської області, Росія.
Населення — 338 осіб (2010; 376 у 2002).
Національний склад станом на 2002 рік:
- росіяни — 96 %